# Cravant (Loiret)
Cravant é uma comuna francesa na região administrativa do Centro-Vale do Loire, no departamento de Loiret. Estende-se por uma área de 33.90 km². Em 2010 a comuna tinha 990 habitantes (densidade: 29,2 hab./km²).